# Wacław Szurig

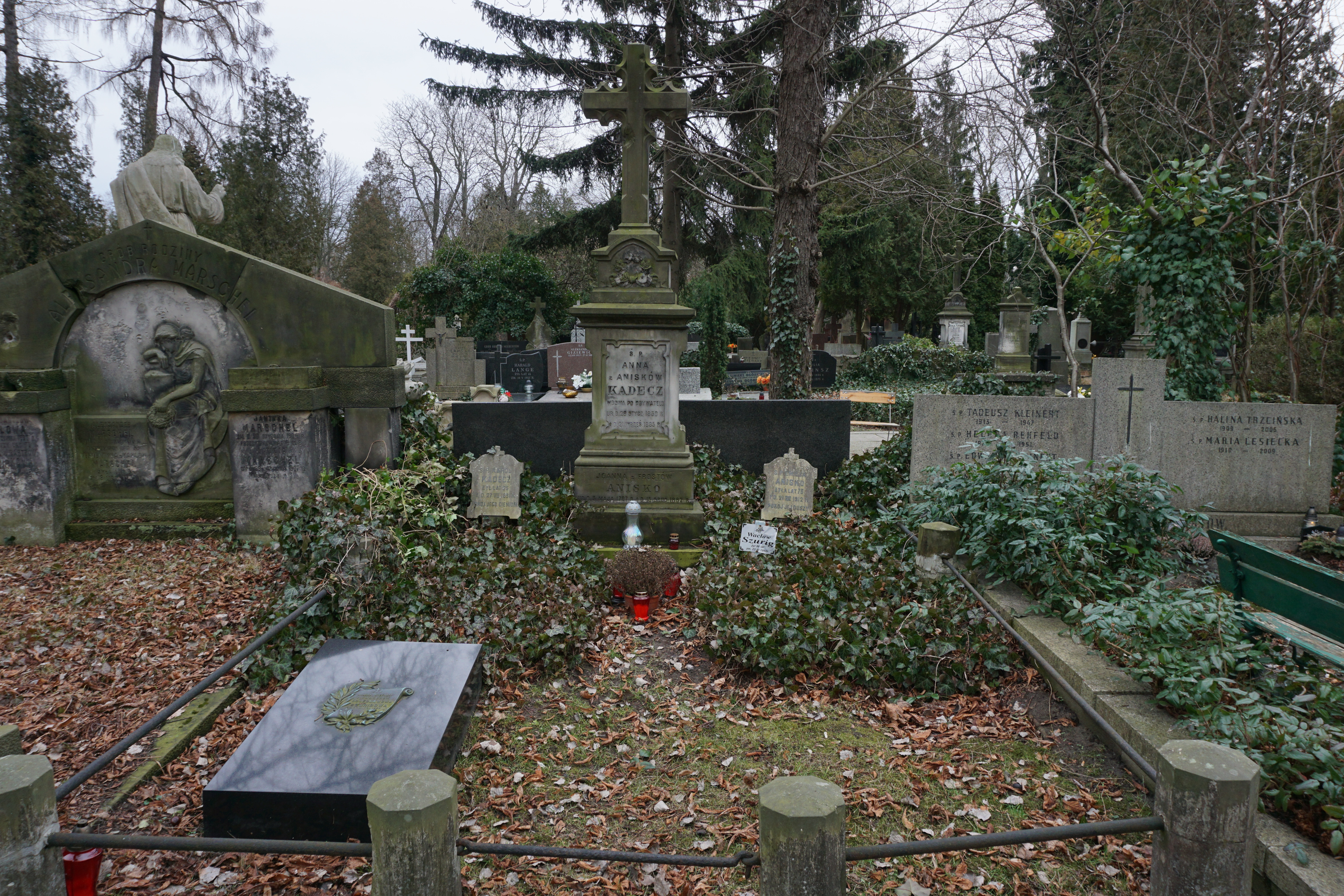
Grób Wacława Szuringa na cmentarzu ewangelicko-augsburskim w Warszawie

Wacław Szurig (ur. 12 sierpnia 1896 w Warszawie, zm. 23 czerwca 1992) – polski ekonomista, działacz społeczny; naczelny redaktor „Polski Gospodarczej”; współtwórca Centralnego Urzędu Planowania.

## Życiorys
Urodził się 12 sierpnia 1896 w Warszawie, ówczesnej stolicy Królestwa Polskiego, w rodzinie Bolesława i Joanny z domu Kadecz. Był młodszym bratem Jerzego (1893–1941), kawalera Orderu Virtuti Militari.
Studiował w Wyższej Szkole Handlowej w latach 1915–1918. Później był założycielem i pierwszym, wieloletnim (do 1922 roku) prezesem Stowarzyszenia Absolwentów tej uczelni. W latach szkolnych i studiów należał do Organizacji Młodzieży Narodowej, w 1918 roku przewodniczył jej Komisji Organizacyjnej. Już w 1918 roku był członkiem Komitetu Centralnego „Zet”-u, a w czerwcu 1919 roku został wybrany do jego Centralizacji. W 1918 roku powołał Legię Akademicką, której przewodniczył. W lipcu 1920 roku wchodził, z ramienia OMN, w skład prezydium Ligi Akademickiej Obrony Państwa. W 1921 roku był redaktorem czasopisma „Samopomoc Akademicka”, organu warszawskiej Centrali Akademickich Bratnich Pomocy. Był członkiem Związku Patriotycznego. W 1926 roku został członkiem Związku Naprawy Rzeczypospolitej.
W latach 30. był redaktorem (wraz z m.in. Czesławem Peche) tygodnika „Polska Gospodarcza”, wydawanego przy poparciu Ministerstwa Przemysłu i Handlu. Pisywał do „Przełomu”, był członkiem Koła Gospodarczego, członkiem Związku Naprawy Rzeczypospolitej.
Po II wojnie światowej był bliskim współpracownikiem prof. Czesława Bobrowskiego, prezesa Centralnego Urzędu Planowania i autora planu trzyletniego” (z którym współpracował już w latach 30.). Będąc dyrektorem gabinetu prezesa CUP, sam był również współtwórcą Urzędu.

## Ordery i odznaczenia
- Medal Niepodległości – 29 grudnia 1933 „za pracę w dziele odzyskania niepodległości”[14][2][15]

## Niektóre prace
- Rzeczpospolita Akademicka: rocznik poświęcony szkolnictwu wyższemu i życiu młodzieży akademickiej (Warszawa, Komitet Wydawniczy Ogólnopolskiego Związku Bratnich Pomocy Młodzieży Akademickiej, listopad 1923)
- Na drodze do potęgi gospodarczej państwa („Przełom” 1927, nr 36, s. 2–5)
- Zagadnienia budżetowe, „Gospodarka Narodowa” 1931, nr 1, s. 10–12)
- O nowym modelu gospodarczym (Kultura i Społeczeństwo, 1/2 (1957) s. 201–210)
- Dożynki (Kultura i Społeczeństwo, 1 /4 (1957) s. 183–192)
- „Cała władza w ręce rad” – rady narodowe samorządem terenowym (Kultura i Społeczeństwo, 2/1 (1958) s. 253–262)
- Perspektywiczny plan rozwoju (Kultura i Społeczeństwo, 2/4 (1958) s. 210–215)
- Inwestycje: zasady i tryb przygotowania i realizacji inwestycji (Warszawa, Polskie Towarzystwo Ekonomiczne, 1969)
- Podstawowe wiadomości z zakresu inwestycji: zasady i tryb przygotowania i realizacji (Warszawa, Polskie Towarzystwo Ekonomiczne, 1971)
- Społeczno-ekonomiczne uwarunkowania międzynarodowej zdolności konkurencyjnej gospodarki Japonii (Warszawa, SGPiS, 1984, współautor)
- O reformę gospodarczą, o nowy model studiów ekonomicznych: materiały z VII Jubileuszowego Zjazdu Absolwentów Szkoły Głównej Planowania i Statystyki, październik 1981 (Warszawa, SGPiS, 1986, współautor)

## Życie prywatne
Dwukrotnie żonaty. Pierwszą jego żoną była Maria Sadkowska (1902–1994), z którą wziął ślub w kościele wizytek w Warszawie 23 czerwca 1923 roku. Ich córką była Barbara, późniejsza Szurig-Werner (1924–2022), żołnierz batalionu „Zośka”, kardiochirurg. Po rozwodzie (przed 1933 rokiem) ożenił się w 1934 roku z Janiną Sadkowską, siostrą Marii.
Przez pewien czas w okresie międzywojennym Wacław Szurig mieszkał w kamienicy przy alei 3 Maja 2 w Warszawie, później (w 1936 roku) przy ul. Hożej 32.
Po śmierci został pochowany na cmentarzu ewangelicko-augsburskim w Warszawie (sektor A11, rząd 1, grób 34).